# Danuria sublineata
Danuria sublineata är en bönsyrseart som beskrevs av Werner 1929. Danuria sublineata ingår i släktet Danuria och familjen Mantidae. Inga underarter finns listade i Catalogue of Life.